# Claude Chauveau
Claude Chauveau est un homme politique français né à Pouilly-en-Auxois le 22 août 1861 et mort à Pouilly-en-Auxois le 28 février 1940.

## Biographie
- Sénateur de la Côte-d'Or de 1910 à 1940.
- Ministre de l'Agriculture du 20 février au 3 juin 1932 dans le troisième gouvernement André Tardieu.

## Sources
- Jean Jolly (dir.), Dictionnaire des parlementaires français, Presses universitaires de France